# Reynald Abad
Reynald Abad (4 de março de 1970) é um historiador francês.

## Biografia
Nomeado professor em 2007 pela Universidade Paris IV - Sorbonne, seu domínio de pesquisa é a história da França dos séculos XVII ao XVIII.
Em 2003 recebeu o prix Guizot da Academia francesa.

## Obras
- Le grand marché. L’approvisionnement alimentaire de Paris sous l’Ancien Régime, Paris, Fayard, 2002, 1030 p[1].
- La Conjuration contre les carpes - Enquête sur les origines du décret de dessèchement des étangs du 14 frimaire an II, Paris, Fayard, 2006, 200 p[2].

### Artigos
- Les Tueries à Paris sous l’Ancien Régime ou pourquoi la capitale n’a pas été dotée d’abattoirs aux XVIIe-XVIIIe siècles, Histoire Economie et Société, 1998, n° 4, pp. 649-676.
- Un indice de déchristianisation? L’évolution de la consommation de viande à Paris en carême sous l’Ancien Régime, Revue historique, 1999, n° 610, pp. 237-275.
- Une première Fronde au temps de Richelieu? L’émeute parisienne des 3-4 février 1631 et ses suites, XVIIIe siècle, janvier-mars 2003, n° 218, pp. 39-70.